# Mangora isabel
Mangora isabel là một loài nhện trong họ Araneidae.
Loài này thuộc chi Mangora. Mangora isabel được Herbert Walter Levi miêu tả năm 2007.